# 충북상업정보고등학교
충북상업정보고등학교(忠北商業情報高等學校)는 대한민국 충청북도 청주시 청원구 율량동에 있는 공립 고등학교이다.

## 학교 연혁
- 1983년 11월 21일 : 충북상업고등학교 설립 및 학칙 인가(24학급)
- 1984년 3월 10일 : 개교식 및 제1회 신입생 입학식
- 1987년 2월 11일 : 제1회 졸업식 (434명)
- 2001년 3월 1일 : 교명 및 학과 개편, 충북정보산업고등학교(30학급)
- 2002년 3월 1일 : 교명 및 학과 개편, 충북인터넷고등학교(30학급)
- 2013년 3월 1일 : 2013학년 1학년부터 학과개편(e-비즈니스과, 유통경영과, 금융정보과)
- 2015년 3월 1일 : 교명 변경, 충북상업정보고등학교(30학급)
- 2016년 3월 1일 : 교육부 지정 직업기초능력 향상을 통한 현장실무능력 제고 연구학교 운영 (2016.~2017.)
- 2018년 3월 1일 : 교육실습협력 연구학교 지정(충북대학교) (2018.~2019.)
- 2024년 3월 1일 : 제21대 이주열 교장 취임
- 2024년 3월 4일 : 2024학년도 입학식(8학급 160명)

## 설치 학과
- 사무행정과
- 항공물류서비스과
- 창업경영과

## 참고 자료
- 충북상업정보고등학교 - 한국교육학술정보원 학교알리미